# Stefanie Schuster
Stefanie Schuster (ur. 19 kwietnia 1969 w Riezlern) – austriacka narciarka alpejska, brązowa medalistka mistrzostw świata.

## Kariera
W zawodach Pucharu Świata zadebiutowała 8 sierpnia 1989 roku w Las Leñas, zajmując dwunaste miejsce w zjeździe. Tym samym już w swoim debiucie wywalczyła pierwsze pucharowe punkty. Na podium zawodów PŚ po raz pierwszy stanęła 11 stycznia 1997 roku w Bad Kleinkirchheim, kończąc zjazd na trzeciej pozycji. W zawodach tych wyprzedziły ją jedynie Heidi Zurbriggen ze Szwajcarii i Niemka Hilde Gerg. Jeszcze dwa razy stawała na podium: 9 lutego 2000 roku w Åre ponownie była trzecia w zjeździe, a 22 grudnia 2001 roku w Sankt Moritz zajęła trzecie miejsce supergigancie. Najlepsze wyniki osiągnęła w sezonie 1997/1998, kiedy to w klasyfikacji generalnej zajęła dwunaste miejsce, a w klasyfikacji kombinacji była szósta. Ponadto w sezonie 1999/2000 była czwarta w klasyfikacji kombinacji.
Podczas mistrzostw świata w Vail/Beaver Creek w 1999 roku zdobyła brązowy medal w zjeździe, ulegając tylko dwóm rodaczkom: Renate Götschl i Michaeli Dorfmeister. Był to jej jedyny medal wywalczony na międzynarodowych zawodach tej rangi. Była też między innymi szósta w kombinacji na mistrzostwach świata w Morioce w 1993 roku oraz mistrzostwach świata w St. Anton osiem lat później. W 1994 roku wystąpiła na igrzyskach olimpijskich w Lillehammer, zajmując 30. miejsce w supergigancie. Brała też udział w igrzyskach olimpijskich w Nagano w 1998 roku, gdzie jej najlepszym wynikiem było czwarte miejsce w kombinacji. Walkę o medal przegrała tam z Hilde Gerg o 0,75 sekundy. Na tych samych igrzyskach była też między innymi dziewiąta w supergigancie.
W 2002 roku zakończyła karierę.

## Osiągnięcia

### Igrzyska olimpijskie
| Miejsce | Dzień     | Rok  | Miejscowość | Konkurencja | Czas biegu | Strata | Zwyciężczyni       |
| ------- | --------- | ---- | ----------- | ----------- | ---------- | ------ | ------------------ |
| 30.     | 15 lutego | 1994 | Lillehammer | Supergigant | 1:22,15    | +2,61  | Diann Roffe        |
| 9.      | 11 lutego | 1998 | Nagano      | Supergigant | 1:18,02    | +0,51  | Picabo Street      |
| 15.     | 16 lutego | 1998 | Nagano      | Zjazd       | 1:29,89    | +1,84  | Katja Seizinger    |
| 4.      | 17 lutego | 1998 | Nagano      | Kombinacja  | 2:40,74    | +1,51  | Katja Seizinger    |
| 15.     | 20 lutego | 1998 | Nagano      | Gigant      | 2:50,59    | +5,82  | Deborah Compagnoni |

### Mistrzostwa świata
| Miejsce | Dzień     | Rok  | Miejscowość       | Konkurencja | Czas biegu | Strata     | Zwyciężczyni       |
| ------- | --------- | ---- | ----------------- | ----------- | ---------- | ---------- | ------------------ |
| 6.      | 5 lutego  | 1993 | Morioka           | Kombinacja  | 3,39 pkt   | +43,91 pkt | Miriam Vogt        |
| 19.     | 11 lutego | 1993 | Morioka           | Zjazd       | 1:27,38    | +1,57      | Kate Pace          |
| 17.     | 14 lutego | 1993 | Morioka           | Supergigant | 1:33,52    | +1,55      | Katja Seizinger    |
| DNF2    | 9 lutego  | 1997 | Sestriere         | Gigant      | 2:39,19    | -          | Deborah Compagnoni |
| 19.     | 11 lutego | 1997 | Sestriere         | Supergigant | 1:23,50    | +2,35      | Isolde Kostner     |
| 13.     | 15 lutego | 1997 | Sestriere         | Zjazd       | 1:41,18    | +2,22      | Hilary Lindh       |
| 3.      | 7 lutego  | 1999 | Vail/Beaver Creek | Zjazd       | 1:48,20    | +0,17      | Renate Götschl     |
| 6.      | 2 lutego  | 2001 | St. Anton         | Kombinacja  | 2:55,65    | +5,95      | Martina Ertl       |

### Puchar Świata

#### Miejsca w klasyfikacji generalnej
- sezon 1989/1990: 36.
- sezon 1990/1991: 43.
- sezon 1991/1992: 75.
- sezon 1992/1993: 33.
- sezon 1993/1994: 65.
- sezon 1994/1995: 32.
- sezon 1995/1996: 39.
- sezon 1996/1997: 16.
- sezon 1997/1998: 12.
- sezon 1998/1999: 52.
- sezon 1999/2000: 18.
- sezon 2000/2001: 35.
- sezon 2001/2002: 28.

#### Miejsca na podium w zawodach
1. Bad Kleinkirchheim – 11 stycznia 1997 (zjazd) – 3. miejsce
2. Åre – 9 lutego 2000 – (zjazd) – 3. miejsce
3. Sankt Moritz – 22 grudnia 2001 (supergigant) – 3. miejsce